# Massacre Whitman

O massacre Whitman (também conhecido por massacre de Walla Walla ou o Incidente Whitman) foi o assassinato no Oregon Country em 29 de novembro de 1847 do missionário estado-unidense Dr. Marcus Whitman e sua esposa Narcissa Whitman, juntamente com doze outros, pelos índios Cayuse e Umatilla. O incidente deu início à Guerra dos Cayuse. Ele ocorreu na região do atual estado de Washington, próximo a cidade de Walla Walla, é foi um dos mais notórios acontecimentos da colonização norte-americana no noroeste da América do Norte.  O evento foi o clímax de vários anos de complexa interação entre os Whitmans, que haviam conduzido a primeira caravana ao longo da Trilha do Oregon, e os nativos americanos locais.
Os assassinatos são geralmente atribuído em parte a um choque de culturas e em parte, à incapacidade do Dr. Whitman, um médico, para deter a propagação do sarampo entre os nativos americanos, que responsabilizaram Whitman pelas mortes ocasionada pela doença. O incidente permanece até hoje causando polêmicas: os Whitmans são considerados por alguns como heróis pioneiros; outros os vêem como colonos brancos, que tentaram impor sua religião sobre os índios americanos e outras injustificadas intromissões.